# 段正淳
段 正淳（だん せいじゅん）は、大理国の15代国王（後大理国としては初代）。保定帝の弟。
1094年、保定帝が高昇泰に王位を簒奪され、国号は大中国と改められ、大理国はいったん消滅した。1095年、高昇泰が病没する直前に子の高泰明に対し政権を段氏に返還することを命じ、これにより段正淳が即位した。段氏政権が中断した後に王統が復活したため、段正淳以降の大理国を後大理国と称すことがある。即位した段正淳であるが、政権内ではなおも高氏が大きな影響力を有し、宰相はその後も高氏より登用された。
1096年、天授と改元した。以後、開明・天政・文安といった元号を建てた。1103年、高泰運を北宋に遣使した。1108年、子の段正厳に譲位して出家した。

## フィクション
金庸の武俠小説『天龍八部』に登場する主人公・段誉の父（実はいとこおじで実父は段延慶）。大理国の鎮南王・保国大将軍。

### 性格・人柄
一陽指を用いる武術の達人であり、かつ詩を好む風流な一面を持つ。好色で各地に美しい愛人を持ち、阮星竹・甘宝宝・秦紅棉・王夫人らと情を通じて、それぞれに娘が生まれた。多くの愛人を持つ彼だが、それぞれの女性に対しては真摯に向き合い、彼女らのためなら自らの命を投げ打っても構わないと考えるほどの情熱家。しかしその色好みゆえに愛人の嫉妬を買い、非業の死を遂げる結果となった。

### 武術
大理段氏に伝わる一陽指を用いる。内力にも優れ、点穴の技は達人の域に達している。